# Destacamento de Inteligencia 123
El Destacamento de Inteligencia 123 (Dest Icia 123) fue una unidad del Ejército Argentino que tenía base en el 1008 de Adolfo Montaña, ciudad de Paso de los Libres, provincia de Corrientes.

## Historia
Durante el terrorismo de Estado en Argentina, el reglamento del Ejército Argentino establecía que las grandes unidades de combate, es decir, las brigadas, podían recibir apoyo de inteligencia mediante destacamentos, compuestos por interrogadores, intérpretes, etc. En octubre de 1975, el general de brigada Roberto Eduardo Viola dictó la directiva 404/75, que ordenaba los roles a cumplir por las diferentes unidades militares en la autodenominada «lucha contra la subversión». Para la inteligencia, dictó, entre otras cosas,  [sic] «un fluido y permanente intercambio informativo entre las unidades de inteligencia y el Batallón de Inteligencia 601 […]».
El 123 dependía del Comando del II Cuerpo de Ejército. El 123 torturaba los detenidos en los lugares de reunión de detenidos «La Polaca» y «Local 13». La mayoría de las víctimas eran capturadas en el puente fronterizo de Paso de los Libres-Uruguayana.
En 1975, el 123 despachó interrogadores al III Cuerpo de Ejército y la V Brigada de Infantería por el Operativo Independencia.
En 2014, la Secretaría de Derechos Humanos señalizó al edificio donde funcionó el Destacamento como sitio de la memoria.